# Sebastian Bozzi
Sébastian Bozzi, nascut l'1 de juny de 1971 a Buenos Aires (Argentina), és un jugador de rugbi a XV que ocupa la posició de pilar. Des de la temporada 2005 juga a la Unió Esportiva Arlequins de Perpinyà.
- Campió de la Copa de la Lliga 2002 amb l'Stade Rochelais.